# Данилово (аэродром)
Данилово — военный аэродром в Республике Марий Эл, вблизи города Йошкар-Ола.

## История
На аэродроме с 1952 по 1994 годы базировался 681-й истребительный авиационный полк ПВО 86-й истребительной авиационной дивизии ПВО (с 1952 по 1960 гг.), 28-й дивизии ПВО (с 1960 по 1994 гг.) 4-й отдельной армии ПВО. На вооружении стояли в разные годы истребители МиГ-15бис (1953—1956), МиГ-17 (1956—1968), Су-15, Су-15ТМ (1968—1982) и МиГ-23П (1982—1994). Полк был сформирован 08.04.1952 года. 1 сентября 1994 года полк расформирован.
На аэродроме также дислоцировались 156-й обато (в/ч 31557), 1254 обсрто (в/ч 74434) и ремонтно-техническая база.
В настоящее время на аэродроме базируются:
- вертолёты Ми-8 (108-я отдельная вертолётная эскадрилья РВСН);
- самолёты Ан-72, Ан-26, Ил-76, лёгкомоторный самолёт СМ-92П Финист, вертолёты Ми-26, 2 вертолёта Ансат, 1 вертолёт Ка-226 (авиагруппа ФСБ).